# پیش‌بینی‌پذیری
پیش‌بینی پذیری یعنی تا چه درجه‌ای می‌توانیم یک پیش‌بینی یا پیش‌گویی صحیح دربارهٔ وضعیت یک سامانه از نظر کمّی یا کیفی داشته باشیم.

## پیش‌بینی پذیری و علیت
جبرگرایی رابطه‌ای قوی با پیش‌بینی پذیری دارد. پیش‌بینی پذیریِ کامل دلالت اکید بر جبرگرایی دارد. اما فقدان پیش‌بینی پذیری، لزوماً به معنای نبود جبرگرایی نیست. محدودیت‌های پیش‌بینی پذیری به دلیل مبتنی بر عواملی مانند کمبود اطلاعات یا پیچیدگیِ بیش از اندازه پدیده است.
در فیزیک تجربی، همیشه در مشاهدات خطاهایی در تعیین متغیرهایی چون موقعیت و سرعت وجود دارد، آنقدر که پیش‌بینی عملاً ناممکن می‌شود. اما ورنر هایزنبرگ در مکانیک کوانتومی، با مطرح کردن اصل عدم قطعیت، برای دقت اندازه‌گیری در مورد کمیت‌های یاد شده محدودیت می‌گذارد؛ بنابراین پیش‌بینی پذیری کامل از نظر نظری ناممکن می‌شود.